# Kelmayisaurus petrolicus
Kelmayisaurus petrolicus es la única especie conocida del género extinto Kelmayisaurus de dinosaurio terópodo carcarodontosáurido, que vivió a mediados del período Cretácico, hace aproximadamente entre 122 a 100 millones de años, en el Albiense, en lo que es hoy Asia. Fue considerado como nomen dubium debido a lo escasos de sus restos. Su nombre se refiere a la ciudad productora de petróleo de Karamay en la provincia Xinjiang en China occidental donde fuera encontrado. De Kelmayisaurus se conocen sólo de una mandíbula inferior encontrada en 1988. La única especie conocida es K. petrolicus siendo descrita por el prolífico paleontólogo chino Dong Zhiming. K. petrolicus era un bípedo carnívoro, posiblemente tan grande como Allosaurus. 
Kelmayisaurus es conocido por el holotipo y único espécimen IVPP  V 4022. Consiste en un dentario izquierdo completo, mandíbula inferior con dientes y un maxilar izquierdo parcial. El espécimen fue encontrado en la Formación Lianmuqin del Grupo Tugulu, que data del Valanginiense al Albiense, hace aproximadamente 140 a 100 millones de años. La localidad de descubrimiento está cerca de Wuerho en la cuenca de Junggar. Fue nombrado y descrito por primera vez por el paleontólogo chino Dong Zhiming en 1973 y la especie tipo es Kelmayisaurus petrolicus. Grady mencionó una supuesta segunda especie, K. "gigantus", en un libro para niños en 1993 como una columna vertebral gigantesca que proviene de un espécimen de  22 metros, lo cual lo convertiría en el terópodo más largo, incluso más que Bruhathkayosaurus cuando era considerado como un terópodo de 18 a 20 metros. Aunque Grady dijera que tomó el nombre del texto de Russell, él no se había enterado de ello. Es un nomen nudum y no pertenece a Kelmayisaurus, en cambio parece ser un lapsus calami del saurópodo Klamelisaurus. y la especie verdadera de Kelmayisaurus mide solo 6,7 metros.
Se ha considerado que Kelmayisaurus es dudoso debido a sus escasos restos y su posición filogenética era incierta. Por lo general, se ha considerado como un tetanuro  basal de afinidades inciertas. Sin embargo, Kelmayisaurus es diagnosticable por la forma y la presencia de un surco accesorio profundamente insertado en el lado lateral del dentario, el hueso principal de la mandíbula inferior. Algunas de sus características son similares a las de los carcarodontosáuridos, pero también se ven en megalosáuridos grandes como Megalosaurus y Torvosaurus.
En 2011, una redescripción del holotipo por Stephen L. Brusatte, Roger BJ Benson y Xing Xu informó que Kelmayisaurus era un género válido de Carcharodontosauridae con una sola autapomorfía. Un análisis filogenético de Tetanurae recuperó K. petrolicus como un carcarodontosáurido basal en una tricotomía con Eocarcharia y un clado que comprende a los carcarodontosáurido más derivados.
|  | Eocarcharia   |
|  |               |
|  | Kelmayisaurus |
|  |               |

|  | Acrocanthosaurus                                                   |
|  |                                                                    |
|  | Carcarodontosáuridos derivados (Carcharodontosaurus, Tyrannotitan) |
|  |                                                                    |

|  | Eocarcharia   |
|  |               |
|  | Kelmayisaurus |
|  |               |

|  | Acrocanthosaurus                                                   |
|  |                                                                    |
|  | Carcarodontosáuridos derivados (Carcharodontosaurus, Tyrannotitan) |
|  |                                                                    |